# Црква Светог оца Николаја Мирликијског Чудотворца у Кумареву
Црква Светог оца Николаја Мирликијског Чудотворца у Кумареву, насељеном месту на територији Градске општине Врањска Бања, православни је храм који припада Епархији врањској Српске православне цркве.
Црква посвећена Светом оцу Николају Мирликијском Чудотворцу подигнута је 1939. године. Велика обнова ове цркве почела је 2011. године, а будући да све до тада није освећена, надлежни архијереј Епископ врањски Пахомије обавио је овај свечани чин, 16. септембра 2012. године.